# Mohammad Ali Sanatkaran
Mohammad Ali Sanatkaran (en persan : محمدعلی صنعتكاران) est un lutteur iranien né le 18 mars 1937 à Téhéran. Il est spécialisé en lutte libre.

## Palmarès

### Jeux olympiques
- Médaille de bronze dans la catégorie des plus de 78 kg en 1964 à Tokyo[1]

### Championnats du monde
- Médaille d'or aux championnats du monde de 1961.
- Médaille d'argent aux championnats du monde de 1965.